# Herb Pitcairn

Herb Pitcairn

Herb Pitcairn został przyjęty 4 listopada 1969 roku.
Niebiesko-zielona tarcza symbolizuje wyspę Pitcairn, główną wyspę całego terytorium, wyłaniającą się z oceanu. Na tarczy znajduje się Biblia i kotwica ze statku HMS Bounty. Ma to symbolizować rodowe korzenie mieszkańców wyspy, którzy w większości są spokrewnieni z marynarzami, którzy podnieśli bunt na HMS Bounty w 1789 roku. Nad tarczą hełm z zielono-żółtymi labrami zwrócony w prawą stronę. Na hełmie zwinięty zielono-żółty zawój, w klejnocie taczki oraz kwiat z rodziny malwowatych.
Herb znajduje się na fladze Pitcairnu oraz na fladze Gubernatora.